# Fluidodinamica

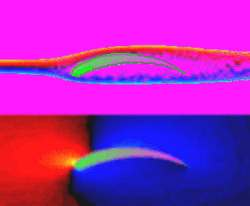
Simulazione numerica di un campo di moto attorno ad un profilo alare.

La fluidodinamica (o dinamica dei fluidi), in fisica, è la branca della meccanica dei fluidi che studia il comportamento dei fluidi (ovvero liquidi e gas) in movimento, contrapposta alla statica dei fluidi; la risoluzione di un problema fluidodinamico comporta, in genere, la risoluzione (analitica o numerica) di complesse equazioni differenziali per il calcolo di diverse proprietà del fluido tra cui la velocità, la pressione, la densità o la temperatura, in funzione della posizione nello spazio e nel tempo.

## Proprietà dei fluidi
Un fluido, a differenza di un solido, assume la forma del recipiente che lo contiene. Un fluido è un materiale che non può sostenere uno sforzo di taglio quando è a riposo e che, come conseguenza di una tale sollecitazione, cambia in maniera continua la sua forma.
Mentre nei solidi gli sforzi che si generano in funzione di una deformazione di taglio sono una funzione della deformazione stessa, nei fluidi gli sforzi sono proporzionali alla velocità di deformazione. Il comportamento dinamico di un fluido dipende dalla sua viscosità.
A livello molecolare questo significa che due particelle di un fluido inizialmente contigue possono essere allontanate indefinitamente tra loro da una forza anche piccola e costante; cessata la causa deformante, le particelle non tendono a riavvicinarsi in maniera elastica. Al contrario in un solido, a causa delle forze di richiamo elastico, cessata l'azione il sistema tende a riportarsi nella forma iniziale (tranne eventuali  deformazioni plastiche).
Un fluido esercita una pressione verso l'esterno, che dovunque è perpendicolare alle superfici del contenitore.
La scala spaziale in prossimità dei solidi è determinata dallo strato limite, che è lo strato di fluido nelle immediate vicinanze di una superficie solida in cui la velocità varia da zero (a contatto con il corpo) fino al valore della corrente fluida indisturbata (ben all'interno del fluido). In idrodinamica lo strato limite ha dimensioni molecolari.
Il getto di un fluido tende a seguire il contorno della superficie solida nelle sue vicinanze, tale fenomeno viene chiamato
effetto Coandă, l'effetto è tanto più evidente quanto è alta la viscosità, ma dipende anche dallo strato limite.
Un corpo solido ruotante all'interno di un fluido subisce una variazione della sua traiettoria, tale fenomeno viene detto
effetto Magnus. L'effetto è dovuto al trascinamento degli strati di fluido nelle immediata vicinanza alla
del corpo ruotante.
Se la viscosità non dipende dallo sforzo di taglio applicato il fluido si dice  newtoniano, se invece la viscosità è una funzione dello sforzo di taglio applicate il fluido è  non newtoniano.
Nei fluidi il suono si propaga solo con onde longitudinali e la sua velocità è data da:
{\displaystyle v_{S}={\sqrt {\frac {K}{\rho }}}}
dove {\displaystyle v_{S}} è appunto la velocità del suono, mentre {\displaystyle K} è il modulo di compressibilità e {\displaystyle \rho } la densità.
Nei fluidi una forte variazione dei campi di pressione, temperatura, densità e velocità determina una onda d'urto che è un sottile spessore di pochi nm.
L'azione di uno sforzo determina nei fluidi il flusso, una grandezza vettoriale, che determina il volume di fluido che attraversa
una superficie nell'unità di tempo. Le linee di flusso sono la rappresentazione grafica del flusso e rappresentano
la traiettoria di una particella del fluido.
Nell'interfaccia tra un fluido e un materiale di altra natura si sviluppa una tensione superficiale data dalla coesione tra le molecole del fluido.
Per caratterizzare la dinamica di un fluido soggetto a sforzi che lo pongano localmente in rotazione si utilizza la 
vorticità, una grandezza vettoriale che quantifica la velocità di rotazione locale.
Quando il moto delle particelle del fluido è caotico si ha il regime turbolento, tale condizione si ha quando le forze viscose non riescono a contrastare  forze di inerzia. Il rapporto tra queste due forze è dato dal numero di Reynolds, dal suo valore si riesce prevedere quando si verifica la condizione di turbolenza.
L'avvezione permette di quantificare il trasporto di materia causata dal moto complessivo del fluido. 
Non si può trascurare il fatto che alcuni materiali reali hanno per quanto riguarda gli sforzi un comportamento intermedio tra quello di un solido ed un fluido in questo caso si è nel campo della viscoelasticità.

## Metodologie di studio

### Equazioni base

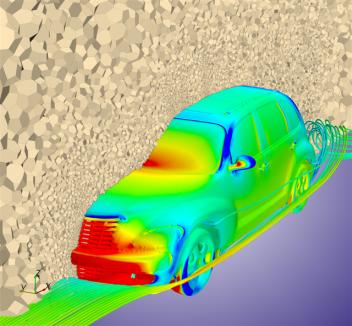
Simulazione numerica dei flussi d'aria creatisi lungo la carrozzeria dell'automobile

Le leggi fondamentali della fluidodinamica sono casi particolari delle equazioni di bilancio (anche dette leggi di conservazione) e, in particolare, l'equazione di continuità (o conservazione della massa), la legge di conservazione della quantità di moto e la legge di conservazione dell'energia. Queste leggi (equazioni di Navier-Stokes) sono un sistema di equazioni differenziali alle derivate parziali non lineari basate sulla meccanica classica e vengono modificate nella meccanica relativistica.
Le equazioni classiche di Navier-Stokes, nella loro forma non semplificata, non hanno una soluzione generale in forma chiusa, e vengono risolte solo con la metodologia della fluidodinamica computazionale (CFD) ovvero tramite metodi numerici al calcolatore. A seconda del problema fisico possono essere semplificate in diversi modi. In alcuni casi ciò permette di ottenere una soluzione analitica in forma chiusa.

## Casi particolari

### Ipotesi del mezzo continuo

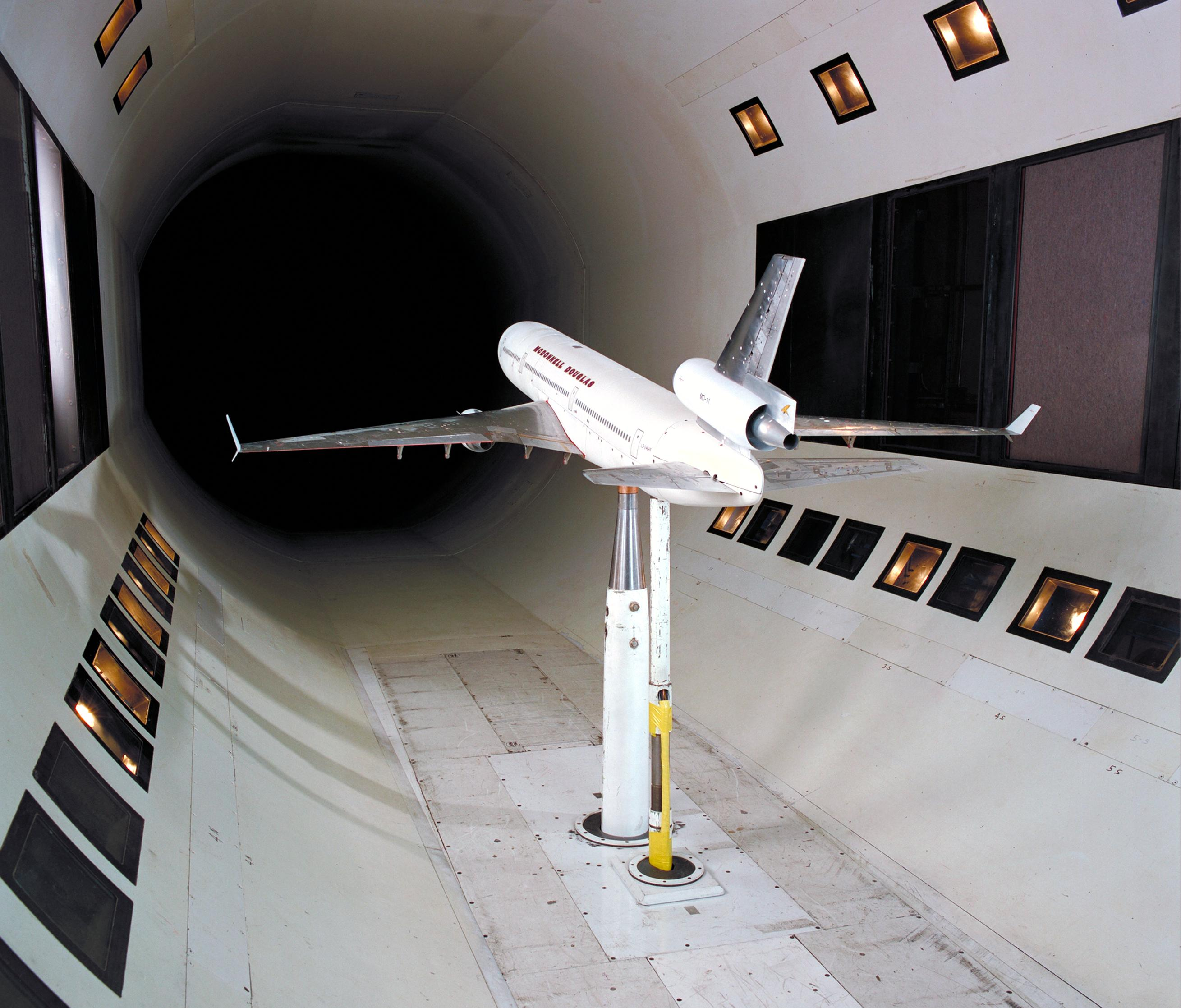
Simulazione aerodinamica

I fluidi sono composti da molecole che possono collidere tra loro o con corpi solidi. L'ipotesi del continuo considera invece il fluido come un continuo e non discreto. Ciò implica che proprietà intensive del fluido, come densità, temperatura, pressione, velocità, possano essere definite a qualunque scala di lunghezza, anche infinitesima, e quindi varino con continuità da un punto a un altro. In altri termini, viene ignorata la natura molecolare, discreta, del fluido.
Al fine di definire il campo di validità di tale ipotesi, viene definito il numero di Knudsen. Problemi per cui tale numero risulta essere di ordine di grandezza unitario o superiore non possono essere studiati con le leggi della fluidodinamica, ma possono essere risolti con le leggi della meccanica statistica.

#### Fluido comprimibile

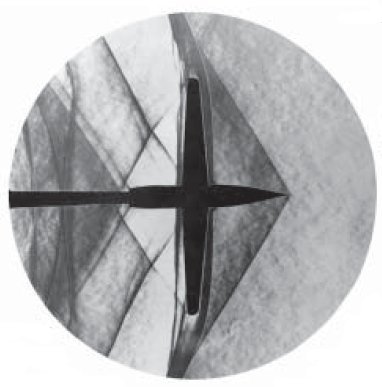
Compressione a Mach 2

In un problema di fluidodinamica, il fluido in esame viene detto comprimibile se le variazioni di densità hanno effetti apprezzabili sulla soluzione. Se le variazioni di densità hanno effetti trascurabili nel campo fluidodinamico, il fluido viene detto incomprimibile e quindi le variazioni di densità vengono ignorate. A rigore, sarebbe necessario e opportuno attribuire la qualifica di comprimibile o incomprimibile al moto: difatti, i gas, pur comprimibili, possono fluire senza variazioni di volume (in condizioni isocore).
Al fine di definire il campo di validità dell'ipotesi d'incomprimibilità, viene analizzato il valore del numero di Mach. Generalmente, gli effetti della comprimibilità possono essere trascurati per numeri di Mach di valore inferiore a 0.3. Inoltre, quasi tutti i problemi in cui vengono studiati dei liquidi vengono considerati come incomprimibili. La forma incomprimibile delle equazioni di Navier-Stokes risulta come una semplificazione della forma generale delle equazioni in cui la densità viene assunta essere costante.

#### Flusso stazionario

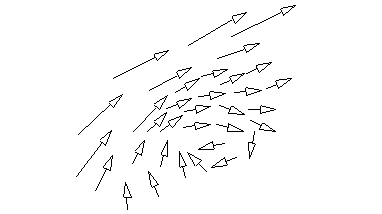
Esempio di campo di velocità all'interno di un fluido. Se tali vettori velocità non variano nel tempo, il flusso è stazionario.

Applicando una descrizione euleriana allo studio di un fluido, questi risulta essere stazionario se la velocità, pur cambiando da punto a punto, sia in ciascuno di essi indipendente dal tempo; in questo caso si può parlare di velocità come funzione delle sole coordinate spaziali {\displaystyle {\boldsymbol {v}}(x,y,z)}. Più in generale, si parla di flusso stazionario in fluidodinamica quando tutte le grandezze risultano essere indipendenti dal tempo.
Flussi di questo tipo permettono una forte semplificazione delle equazioni di Navier-Stokes ed hanno applicazione in una grande varietà di problemi. Il problema di un flusso incomprimibile, non viscoso e stazionario, può essere risolto con le leggi del flusso potenziale, governato dall'equazione di Laplace. Le soluzioni di tipo analitico ammesse sono ottenute come combinazione lineare di più soluzioni elementari.

#### Flusso viscoso

Flusso laminare

I problemi di flusso viscoso sono quelli in cui l'attrito del fluido ha effetti significativi sulla soluzione del campo fluidodinamico. I problemi in cui tali effetti possono essere trascurati vengono detti non viscosi.
Per valutare se gli effetti viscosi possono essere trascurati, viene definito il numero di Reynolds, che misura il 'peso' degli effetti inerziali rispetto agli effetti viscosi. Tuttavia, la definizione del numero di Reynolds critico deve essere fatta caso per caso, a seconda del particolare problema trattato. Inoltre, anche in regimi ad alto numero di Reynolds, possono sussistere delle zone del campo dove non possono essere trascurati gli effetti viscosi; in particolare nei problemi dove devono essere calcolate le forze indotte dal fluido su corpi solidi (ad esempio superfici alari, vedi anche la trattazione dello strato limite). D'altra parte, come illustrato nel paradosso di D'Alembert, un corpo immerso in un fluido non viscoso non subisce alcune forza indotta (e gli aerei non possono volare...).
Le equazioni di Navier-Stokes nella forma semplificata per flussi non viscosi vengono dette equazioni di Eulero. Un altro modello spesso usato (ad esempio nella CFD) prevede di utilizzare le equazioni di Eulero in zone del campo lontane dai corpi solidi, e la teoria dello strato limite in prossimità di questi. Le equazioni di Eulero, integrate lungo una linea di flusso diventano la ben nota equazione di Bernoulli.

#### Flusso laminare e turbolento

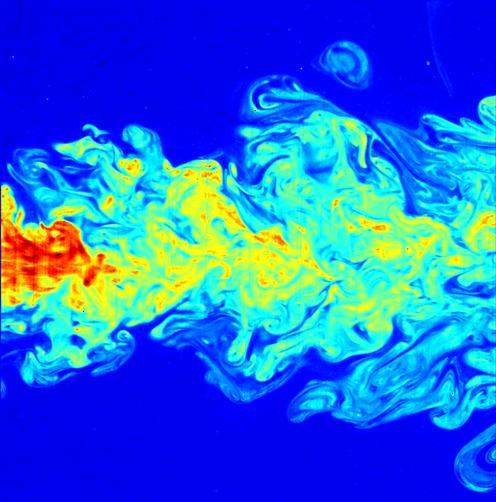
Getto turbolento visualizzato per mezzo di fluorescenza indotta da laser

I flussi turbolenti sono flussi in evoluzione caotica di strutture coerenti, il moto delle particelle del fluido avviene in maniera disordinata, senza seguire traiettorie lineari come nel caso di regime laminare. I flussi in cui non appare alcun fenomeno turbolento vengono detti flussi laminari in quanto il moto avviene con scorrimento di strati infinitesimi gli uni sugli altri senza alcun tipo di rimescolamento. I flussi turbolenti vengono simulati mediante l'ausilio di diversi modelli di turbolenza. È più difficile simulare un flusso turbolento a causa del fatto che le grandezze in gioco sono molto più piccole (lunghezze e tempo).

#### Altre approssimazioni

Flusso potenziale

Regime transonico

Esistono molte ulteriori possibili semplificazioni, applicabili a problematiche specifiche. Ad esempio, il flusso di Stokes è un flusso per bassissimi numeri di Reynolds. Il flusso di Boussinesq trascura la comprimibilità durante il moto, ma mantiene l'effetto della forza di galleggiamento dovuta alla variazione di densità in presenza di un campo gravitazionale. Tale approssimazione è valida solo se la velocità relativa tra fluido e corpo è inferiore alla velocità del suono.

## Campi di applicazione

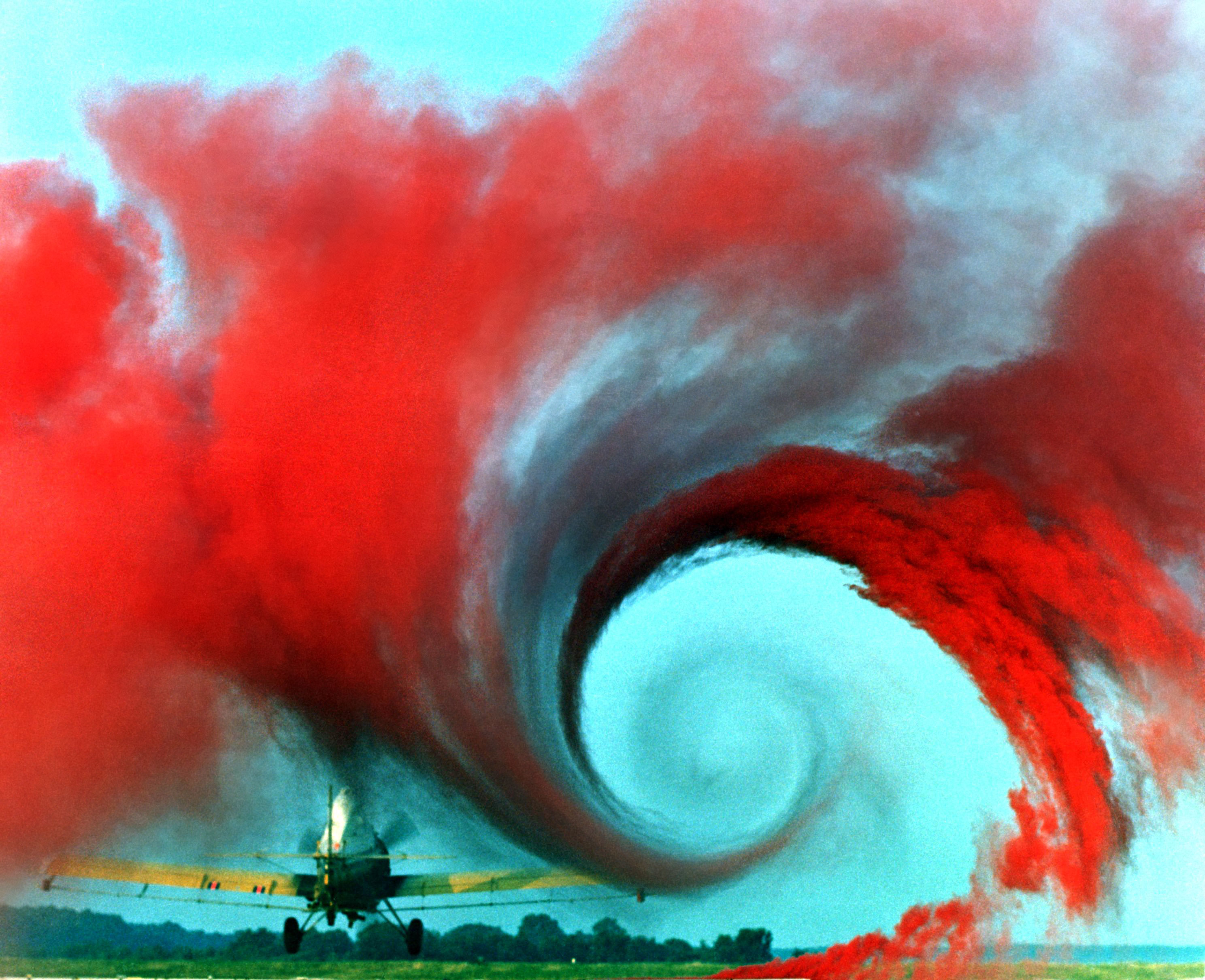
Vortice

La fluidodinamica e le sue discipline derivate (come ad esempio, aerodinamica, idrostatica, idrodinamica, idraulica) hanno una grande varietà di campi di applicazione. Può ad esempio essere usata per il calcolo di forze e momenti di superfici esposte all'azione dei fluidi (ad esempio riguardo allo studio di profili alari in campo aeronautico o automobilistico), oppure per studi di comfort ambientale, diffusione di sostanze inquinanti o meteorologia e oceanografia (geofluidodinamica).
Lo studio della fluidodinamica interna può essere applicata a tutte le problematiche di moti in condotti, di notevole interesse nel campo dell'ingegneria petrolchimica, nello studio dei motori o del condizionamento (vedi anche HVAC). Esistono anche applicazioni in campi molto diversi, come lo studio delle correnti di traffico o delle vie di fuga.